# Brain Freeze
Brain Freeze es una película de comedia de terror canadiense, dirigida por Julien Knafo y estrenada en 2021.
Es una sátira de la lucha de clases, la película está ambientada en una comunidad cerrada en Montreal donde el campo de golf del vecindario ha rociado sus terrenos con un nuevo fertilizante experimental que derrite automáticamente la nieve en invierno para que sus ricos clientes puedan jugar golf todo el año, pero lo que a su vez ha contaminado el suministro de agua local y está convirtiendo a los residentes en zombis. En este contexto, el adolescente André (Iani Bédard) debe unirse al sobreviviente Dan (Roy Dupuis) para protegerse a sí mismos y a la hermana pequeña de André, Annie.
El reparto de la película también incluye a Marianne Fortier, Anne-Élisabeth Bossé, Claudia Ferri, Mylène Mackay, Stéphane Crête, Mahée Paiement y Simon Olivier Fecteau.
Se estrenó como la película de apertura del Festival de Cine Fantasia 2021.